# Ibn al-Tilmīdh
Amīn al-Dawla Abū l-Ḥasan Hibat Allāh ibn Ṣāʿid ibn al-Tilmīdh (1074 – Baghdad, 11 aprile 1165) è stato un medico arabo.
(in arabo هبة الله بن صاعد ابن التلميذ‎?) è stato un farmacista, poeta, musicista e calligrafo arabo cristiano della civiltà islamica medievale.

## Biografia
Ibn al-Tilmīdh lavorò presso l'ospedale 'Aḍudī a Baghdad dove alla fine divenne medico-capo, nonché medico di corte del califfo Al-Mustadi e responsabile della concessione delle licenze ai medici a Baghdad. Padroneggiava le lingue araba, persiana, greca e siriaca.
Compilò diverse opere mediche, la più influente delle quali fu l'al-Aqrābādhīn al-Kabīr, una Pharmacopoeia che divenne l'opera farmacologica standard negli ospedali della cultura islamica, sostituendo la precedente opera di Shapur ibn Sahl. La sua poesia includeva anche enigmi: Abū al-Maʿālī al-Ḥaẓīrī ne cita cinque, e una soluzione in versi di al-Tilmīdh ad un altro enigma, nel suo Kitāb al-iʿjāz fī l-aḥājī wa-l-alghāz ("Libro inimitabile sui quiz e gli enigmi").

## Opere
- Marginal commentary on Ibn Sina's "Canon"
- al-Aqrābādhīn al-Kabir
- Maqālah fī al-faṣd